# Водное поло на летних Олимпийских играх 1948
На летних Олимпийских играх 1948 года соревнования по водному поло проводились только среди мужчин.

## Медалисты
|         | Золото | Серебро | Бронза     |
| Мужчины | Италия | Венгрия | Нидерланды |